# 사르사파릴라

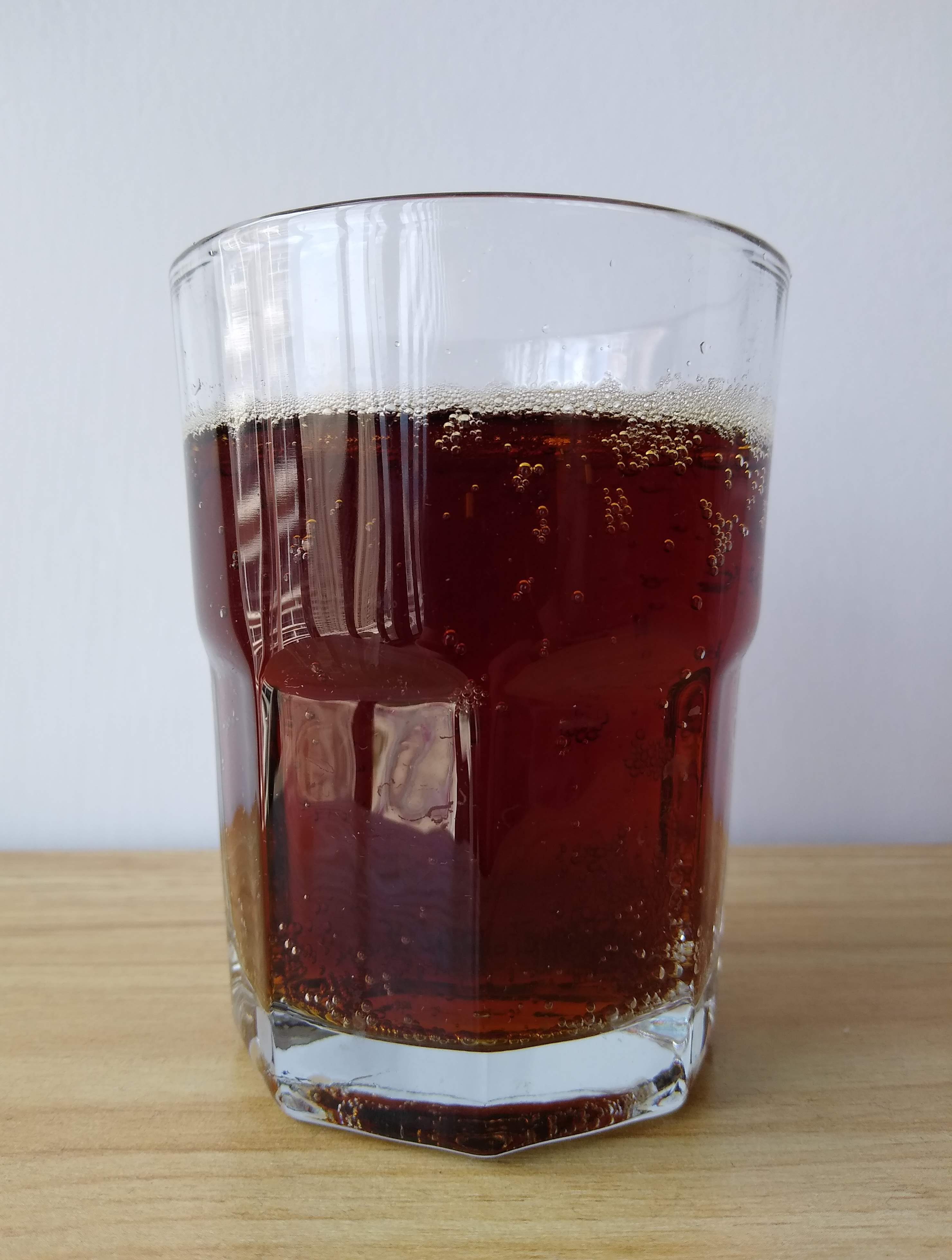

사르사파릴라(영어: Sarsaparilla [ˌsɑːrspəˈrɪlə][*])는 온두라스청미래덩굴(학명: Smilax ornata) 또는 청미래덩굴속(학명: Smilax)의 다른 식물로 만든 청량음료다. 북미와 동남아시아에서 많이 먹는다. 루트비어와 비슷한 맛이 난다.